# Trichura esmeraldana
Trichura esmeraldana är en fjärilsart som beskrevs av Embrik Strand 1917. Trichura esmeraldana ingår i släktet Trichura och familjen björnspinnare. Inga underarter finns listade i Catalogue of Life.